# Волоша
Воло́ша — село в Україні, у Степанській селищній громаді Сарненського району Рівненської області. Населення становить 220 осіб.
Село належить до 3 зони радіоактивного забруднення.

## Географія
Селом протікає річка Зульня.

## Історія
У 1906 році село Степанської волості Рівненського повіту Волинської губернії. Відстань від повітового міста 77 верст, від волості 7. Дворів 36, мешканців 384.
Відповідно до Розпорядження Кабінету Міністрів України від 12 червня 2020 року № 722-р «Про визначення адміністративних центрів та затвердження територій територіальних громад Рівненської області» увійшло до складу Степанської селищної громади.

## Населення
За переписом населення 2001 року в селі мешкало 217 осіб. 100 % населення вказали своєї рідною мовою українську мову.

## Інфраструктура
У селі функціонують загальноосвітня школа І-ІІ ступенів, будинок культури, фельдшерсько-акушерський пункт, торгові заклади.